# Lista de erupções vulcânicas por número de vítimas fatais
As erupções vulcânicas podem ser altamente explosivas, voláteis ou não. Certos vulcões sofreram erupções catastróficas, matando um grande número de seres humanos e essa lista tenta documentar essas erupções vulcânicas pelo número de mortes.

## Lista
| N.º de mortos                                                                                       | Vulcão             | Localização                    | Ano   |
| --------------------------------------------------------------------------------------------------- | ------------------ | ------------------------------ | ----- |
| 71 000+ (considerado a causa do "ano sem verão", que criou fomes na Europa e na América)            | Monte Tambora      | Indonésia                      | 1815  |
| 36 000+                                                                                             | Krakatoa           | Indonésia                      | 1883  |
| 30 000                                                                                              | Monte Pelée        | Martinica                      | 1902  |
| 23 000                                                                                              | Nevado del Ruiz    | Colômbia                       | 1985  |
| 15 000+ (partículas atmosféricas podem ter contribuído para a fome de 1601-1603 na Rússia)          | Huaynaputina       | Peru                           | 1600  |
| 15 000                                                                                              | Monte Unzen        | Japão                          | 1792  |
| 13 000+                                                                                             | Monte Vesúvio      | Itália                         | 79    |
| 10 000+ (emissões de partículas e enxofre causaram grandes mortes e fome em toda a Europa e África) | Laki               | Islândia                       | 1783  |
| 10 000                                                                                              | Kelud              | Indonésia                      | 1586  |
| 6 000                                                                                               | Santa María        | Guatemala                      | 1902  |
| 5 000                                                                                               | Kelud              | Indonésia                      | 1919  |
| 4 011                                                                                               | Galunggung         | Indonésia                      | 1822  |
| 3 500                                                                                               | El Chichón         | México                         | 1982  |
| 3 360                                                                                               | Monte Vesúvio      | Itália                         | 1631  |
| 2 942                                                                                               | Monte Lamington    | Papua-Nova Guiné               | 1951  |
| 2 000                                                                                               | Tseax Cone         | Canadá                         | 1700~ |
| 1 680                                                                                               | La Soufrière       | São Vicente e Granadinas       | 1902  |
| 1 584                                                                                               | Monte Agung        | Indonésia                      | 1963  |
| 1 369                                                                                               | Monte Merapi       | Indonésia                      | 1930  |
| 1 335                                                                                               | Monte Mayon        | Filipinas                      | 1897  |
| 1 151                                                                                               | Monte Asama        | Japão                          | 1783  |
| 1 500                                                                                               | Monte Etna         | Itália                         | 1669  |
| 1 000                                                                                               | Nevado del Ruiz    | Colômbia                       | 1845  |
| 1 000                                                                                               | Cotopaxi           | Equador                        | 1877  |
| 847                                                                                                 | Monte Pinatubo     | Filipinas                      | 1991  |
| 600                                                                                                 | Nevado del Ruiz    | Colômbia                       | 1595  |
| 400-3 000                                                                                           | Kilauea            | Reino do Havaí                 | 1790  |
| 353                                                                                                 | Monte Merapi       | Indonésia                      | 2010  |
| 245                                                                                                 | Nyiragongo         | República Democrática do Congo | 2002  |
| 151                                                                                                 | Monte Ruapehu      | Nova Zelândia                  | 1945  |
| 150                                                                                                 | Monte Tarawera     | Nova Zelândia                  | 1886  |
| 150                                                                                                 | Tori-shima         | Japão                          | 1902  |
| 87                                                                                                  | Vulcão Arenal      | Costa Rica                     | 1968  |
| 70                                                                                                  | Nyiragongo         | República Democrática do Congo | 1977  |
| 57                                                                                                  | Monte Santa Helena | Estados Unidos                 | 1980  |
| 57                                                                                                  | Monte Ontake       | Japão                          | 2014  |
| 43                                                                                                  | Monte Unzen        | Japão                          | 1991  |
| 31                                                                                                  | Nabro              | Eritreia                       | 2011  |
| 19                                                                                                  | Soufrière Hills    | Montserrat                     | 1997  |
| 18                                                                                                  | Galunggung         | Indonésia                      | 1982  |
| 16                                                                                                  | Sinabung           | Indonésia                      | 2014  |
| 9                                                                                                   | Galeras            | Colômbia                       | 1993  |
| 5                                                                                                   | Monte Hudson       | Chile                          | 1971  |
| 4                                                                                                   | Jebel at Tair      | Iêmen                          | 2007  |
| 1                                                                                                   | Eldfell            | Islândia                       | 1973  |